# Sun Yi (General)
Sun Yi war ein Beamter und General der Wu-Dynastie zur Zeit der Drei Reiche.
Er war der jüngste der drei Söhne von Sun Shao, dem Adoptivsohn Sun Ces. Sun Yi diente als Großverwalter von Wuling. Als der Shu-Oberbefehlshaber Jiang Wei im Jahre 263 von den Wei-Truppen unter Deng Ai angegriffen wurde, zogen Sun Yi und Ding Feng aus, um ihn zu unterstützen. Als klar wurde, dass Shu diesen Krieg nicht gewinnen konnte, entschied sich Sun Yi, die östlichen Shu-Städte für Wu einzunehmen, wurde aber von Deng Ai geschlagen und musste sich zurückziehen.